# Sámson (bíró)
Sámson (héber: Simson, jelentése 'a nap fia', görögül Σαμψών) bibliai, ószövetségi személy, rendkívüli testi erejű ember volt a bírák korából; a Bírák könyve hat "nagy" és hat "kis" bírája közül az utolsó "nagy" bíró.

## Személye

### Élete
Izrael hőse a filiszteusok elleni küzdelemben. Népéből egyedül szállt szembe ellenségeivel, nyílt küzdelemben, valamint különböző fortélyaival sok bosszúságot okozott nekik és sokat megölt közülük. Vesztét az okozta, hogy szeretőjének, Delilának, egy filiszteus nőnek elárulta erejének titkát, a nazirátus jelét, hosszú haját. Delila azonban elárulja őt, levágja a haját álmában és kiszolgáltatja az ellenségeinek. Sámsont a filiszteusok elfogják, a szemeit kiszúrják és rabszolgaként dolgoztatják. Később Sámson Isten segítségével elégtételt vehetett ellenségein, s egy ünnepség alkalmával a filiszteusokra dönti az épületet, mely őt és több ezer filiszteust maga alá temet.
Történetét a Bibliában a Bírák könyve 13-16. fejezete írja le.

### Értékelése
Sámson sajátos alakja a bírák körének. Nem népvezér, inkább magányos hős, aki barlangban lakik, nem vezet sereget, nem ösztönöz másokat felkelésre és harcra, nem arat döntő győzelmet, tettei mégis az egész Izráel érdekében történnek. Ez a hatalmas, fékezhetetlen erejű ember egyben nagy gyermek is. Tettei inkább nagyszerű és félelmetes csínytevésnek hatnak, mint hőstetteknek. Esendő ember, bár anyja méhétől Isten kiválasztott embere, akin „Isten Lelke volt”; mégis erőtelen bábbá válik egy parázna nő karjai között. Ennek ellenére a szent író szerint az „Isten volt vele”. Még nem vívta ki a végső győzelmet a filiszteusok felett, de műve már a szabadítás kezdete volt.

## Az elbeszélés
Jahve angyala hírül adja a Coreából (Córa), Dán törzséből származó Mánóahnak (Mánue) és feleségének Sámson születését. Az angyal megjövendöli, hogy Sámson nazír lesz (Bír 13). Amikor felnőtt, feleségül akart venni egy Tamnátából való filiszteus nőt. A menyegzői lakomán találós kérdést tett fel a vendégeknek, melyre ők csak a feleségtől kapott segítséggel tudtak megválaszolni. Amíg Sámson a díjat elhozta (elrabolja), felesége máshoz ment férjhez (Bír 14). Mindezért bosszút áll a filiszteusokon, felgyújtja a vetésüket. A filiszteusok pedig megölik feleségét, apósát. Sámson ezért is bosszút áll a filiszteusokon, majd Etám barlangjában telepedett le (Bír15,1-8). A filiszteusok azonban követték, és rákényszerítették a Júda törzséből valókat, hogy fogják el Sámsont és hozzák eléjük Lechihez. Sámsont azonban megszállta az Úr lelke, kiszabadult kötelékeiből és egy szamárállkapoccsal ezer filiszteust megölt. Azon a helyen pedig egy forrás fakadt (Bír 15,9-20). Gáza városában a filiszteusok ismét életére törtek, de kijátszotta ellenfeleit (Bír 16,1-3). Egy Szórek völgyében lakó nő, Delila azonban - háromszori sikertelen kísérlet után - rábírta Sámsont, hogy elárulja titkát. Miközben Sámson aludt, lenyíratta haját, a filiszteusok pedig elfogták, megvakították és tömlöcbe vetették (Bír 16,4-21). A fogságban azonban ismét kinőtt a haja és amikor a filiszteusok Dágon istenüknek mutattak be áldozatot, majd azt követően lakomáztak, a vak Sámsont is előhozták a tömlöcből, hogy szórakoztassa őket. Ekkor Sámson az Úrhoz fohászkodott és erőtől eltelve kidöntötte a ház oszlopait, az összedőlő ház pedig - Sámsonnal együtt - igen sok filiszteust temetett maga alá (Bír 16,22-31).

### Keletkezése
Sámson Dán és Júda törzsének a filiszteusok ellen folytatott harca népi hőse. A történet szóbeli hagyományként terjedt - melyet az egyes részek ritmikus formája is bizonyít -, mesés, tréfás elemek is tarkítják. Egyes részei művelődés-, vallástörténeti és bibliai földrajzi jelentőséggel bírnak. A rókák motívuma (Bír 15,4) Babriosz görög meseköltőn keresztül egészen Ovidiusig vándorolt.

### Szövege
A Sámsonról szóló elbeszélések anekdotikus, néha egymástól függetlennek látszó tudósítások gyűjteménye, melyeket a belső teológiai célkitűzés tartja egybe: Sámson szabadító tettei Isten eljövendő nagy szabadításának előjelei. Másrészt az egyes anekdotákat, különböző nevezetes helyekhez kötött elbeszéléseket, amelyeket valószínűleg Dán törzse körében őriztek meg, a színhely közössége is összeköti.

### Szerkezete
- 13. f: egy későbbi eredetű jövendölés és kultikus elbeszélés
- 14. f.: önálló, zárt egység (feleség)
- 15,9-19: etiológia
- 16,1-3: önálló egység (parázna nő)
- 16,4-31: önálló egység, az elbeszélés tetőpontja (Delila)

## Teológiai tanítása
A deuteronomisztikus történeti mű részeként új értelmet nyert: a filiszteusok a nép bűnei miatt jelentek meg. Sámsont Jahve küldte, mint szabadítót és bírót, hogy a Lélek erejével kiszabadítsa népét az ellenség hatalmából.

## Hatása
A magyar irodalomban a 16. században Kákonyi Péter (1545) és Fekete Imre (1546) is feldolgozta.
Milton Samson agonistes c. drámája 1671-ben jelent meg. Ez alapján írta Sámson c. oratóriumát Händel 1741–42-ben.

## Sámson a történelemtudományban
A történelemtudomány és régészet nem talált Szentíráson kívül egyéb bizonyítékot személyének valóságára. 2012-ben egy tel avivi régészcsoport Shlomo Bunimovitz vezetésével a Bét Semes mellett végzett feltárások során talált egy kőből faragott pecsétet az i. e. 12. századból. A kutatók szerint a pecséten vélhetően egy nagymacskaféle (oroszlán) látható, amint egy emberrel viaskodik. Ebben az időben zajlottak a filiszteusok és zsidók közötti konfliktusok is. A hely, ahol pecsétet felfedezték, nem messze fekszik az ún. Szorek-völgytől, amely a filiszteusok és zsidók által birtokolt terület határát jelentette. A kutatók hangsúlyozták, hogy a pecsét még nem igazolja, hogy Sámson valóban élt, de alátámasztja azt, hogy a zsidók körében már ekkor élt egy emberfeletti hős mítosza, aki népéért harcol az elnyomó idegenek ellen.

## További irodalom
- Heller Ágnes: Sámson. Eros és Thanatosz a Bírák könyvében. Múlt és Jövő Kiadó, 2007. ISBN 978-963-9512-31-3